# Peuples de la vallée du Draâ
 (février 2012).
- Si vous ne connaissez pas le sujet, laissez ce bandeau (vous pouvez alors contacter les auteurs).
- Si vous supprimez le contenu mis en cause (vous pouvez préalablement contacter les auteurs),

argumentez précisément cette suppression dans la page de discussion
(un manque de référence n'est pas un argument ; une recherche réelle de référence doit avoir été effectuée, être formellement documentée).
Le terme Draoui (au pluriel draoua ou drawa) ou Ouled Drâa désigne les différentes populations habitant ou issues de la vallée du Drâa. Cette vallée a fait l'objet de reportages télévisuels en France, compte tenu de sa particularité géographique, de son intérêt touristique et de sa mosaïque de populations. 

## Origine de la dénomination
Des documents d'archives et traités montrent que les Marocains appelaient les habitants de la vallée du Draâ les " Ouled draâ " 
À l'époque romaine, le fleuve Draâ est connu sous le nom de fleuve DARAT, et les habitants de la vallée sous le nom de DARATITES.

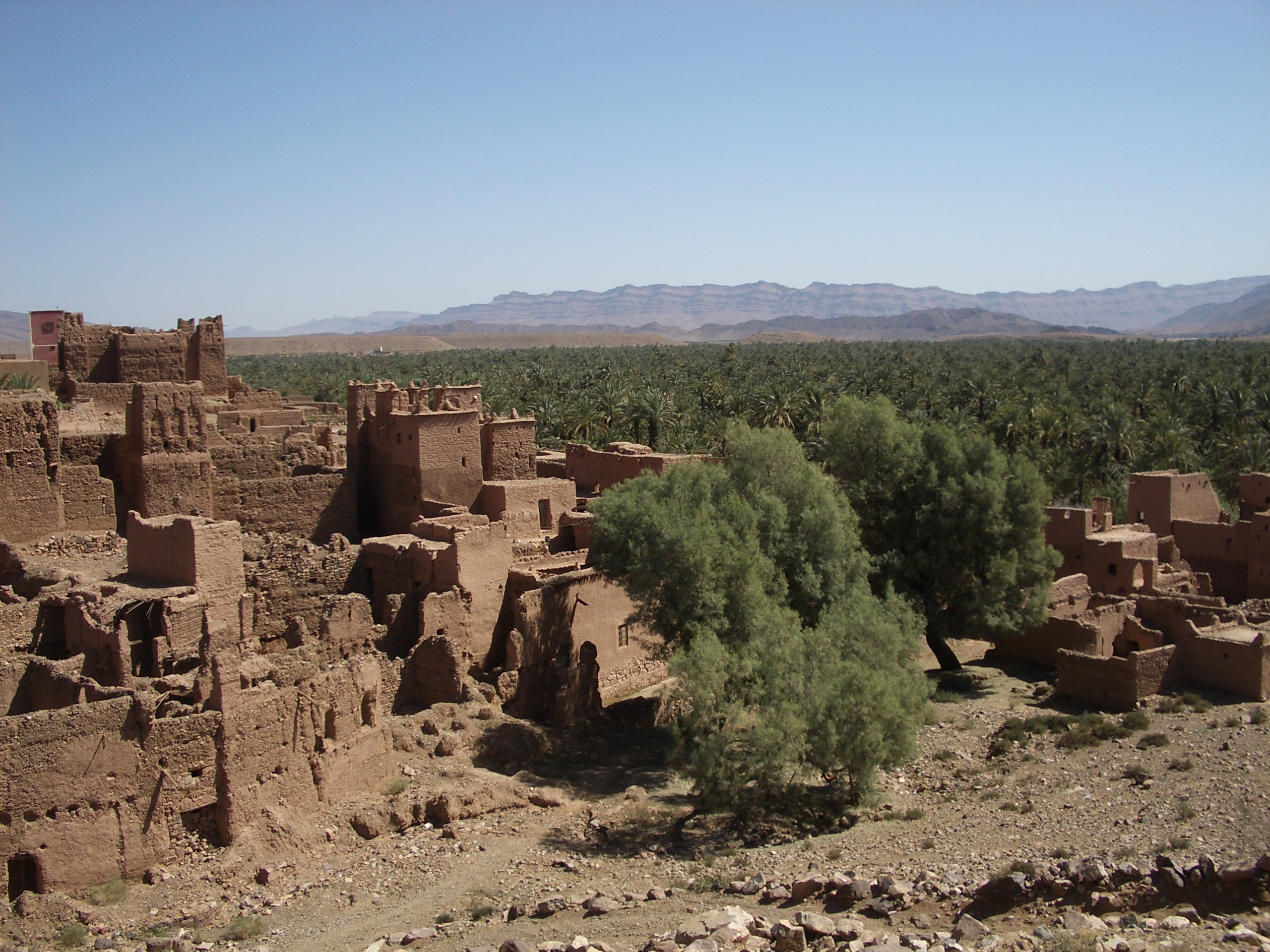
Kasbah et Palmeraie de la vallée du Draâ

La vallée du Draâ se situe à proximité du Tafilalet (région d'origine de l'actuelle dynastie alaouite) et du Sahara.
L'origine (non arabe et non juive) du mot Draâ est incertaine.
Elle peut provenir d'une déformation du mot berbère Targa signifiant " cours d'eau, canal d'irrigation, rigole, vallée ". Le "T" se serait transformé en "D" et le "G" en "Â". 
De même, la dénomination Touareg viendrait de aït targa (aït, awt signifiant les dans toutes les langues berbères " enfants de ou habitants de " ).
Les Touareg (comme les Almoravides) seraient des branches de la tribu berbère des Sanhadja.

## Populations
Ces populations ou tribus sont, en effet, d'origines ethniques variées (voir liens externes) : 
- d'origine berbère,
- d'origine arabe prétendue (dont certains se disent Chorfa ou chérifiens),
- de confession juive,
- issues d'anciens esclaves d'origines subsahariennes diverses,
- issues de métissage entre ces différentes communautés.

Cette vallée regroupait des populations sédentaires (vivant de l'agriculture) et nomades (vivant du commerce et/ou du pastoralisme) (voir liens externes). Seules les populations libres avaient le droit de posséder des biens (terre, troupeaux). Le niveau élevé du fleuve a permis durant des siècles l'installation et le développement de populations diverses. Toutefois, des périodes répétées de sécheresse ont entrainé un exode rural d'une partie la population agricole de cette vallée (et d'autres régions du Maroc) vers de grandes villes du pays comme Marrakech ou Casablanca entre autres.
Le terme chérif ou chérifien au singulier (et chorfa au pluriel) est utilisé pour désigner des personnes ayant un ancêtre descendant du prophète de l'islam Mahomet. 
Dans tout le Maghreb, le terme " SOUDANI " est utilisé pour désigner toutes les populations d'origine subsaharienne à la peau noire  et par extension "esclave ou descendant d'esclave", quel que soit leur pays d'origine (et donc pas uniquement le Soudan). Le terme " ABDE ou ABID " signifie clairement esclave ou descendant d'esclave ou personne à la peau noire ".
Dans la vallée du Draâ auraient existé des royaumes juifs et chrétiens indépendants.
Par ignorance, certains Marocains associent le terme Draoui, avec souvent une connotation injurieuse à caractère raciste (connotation apparue au XXe siècle), à noirs ou descendants d'esclaves. Les raisons de cette association sont obscures vu qu'il existe des populations noires dans différentes régions du Sud marocain. On peut seulement émettre l'hypothèse suivante : dans l'imaginaire de nombreux Marocains, à partir et en dessous de Marrakech (la capitale du Sud marocain), les populations auraient toutes la peau noire, et, par conséquent, seraient selon cette " logique " les descendants d'anciens esclaves. 
Durant des siècles, une des villes les plus connues par les Marocains en dessous de Marrakech était Tombouctou, ville la plus au Sud de l'empire des Saadiens, et, dans les années 1970, on pouvait encore voir à la sortie de Marrakech un panneau indiquant la direction de cette ville du Mali, d'où vient une partie des actuels descendants marocains des esclaves. 
Au Maroc, le taux d'analphabètes reste relativement élevé (en dépit des récents et importants efforts politiques). Il explique en partie la méconnaissance totale ou partielle de certains Marocains sur leur histoire et l'origine des populations qui composent le pays.
De plus, depuis l'abolition récente de l'esclavage au Maroc (dans les années 1920), les arabo-musulmans n'ont pas encore faits leur autocritique sur leur passé esclavagiste, dont ils connaissent pourtant l'existence. L'esclavage au Maroc a également concerné des populations européennes provenant de prises de guerre (et/ou de razzias). 

Conquêtes Nord des Saadiens et route vers Tombouctou

## Saadiens
La dynastie chérifienne des Saadiens vient de la vallée du Drâa. 
Ces populations du Sud marocain et du Sahara occidental ont joué un rôle prépondérant dans tout le Grand Maghreb, en Afrique sub-saharienne (Sénégal, Mali, Niger…), et en Europe (Sud de la France, Espagne, Portugal, Sicile etc.) lors des vagues d'islamisation vers le nord et le sud du Maghreb. Le Sud marocain a donné naissance à de grandes dynasties arabo-berbères guerrières qui, par un jeu diplomatique d'alliances avec les autres tribus du royaume sur des bases religieuses souvent conservatrices, ont réussi à étendre et asseoir leur influence géographique sur des périodes plus moins longues.

## Anthroponyme
Au Maroc, mais aussi en Algérie et en Tunisie, Draoui est un nom de famille.

## Sources